# KEduca
KEduca es parte del software educativo incluido en KDE. Contiene un módulo para construir y guardar nuevos exámenes, además de otro módulo para cargar y ejecutar los exámenes. Para elaborar un examen se incluyen preguntas, las preguntas pueden llevar múltiples respuestas con diferentes resultados; también, las preguntas pueden tener un límite de tiempo.
En este momento no hay exámenes para descargar y son difíciles de encontrar por Internet. La única opción para elaborar el examen es crearlo tú mismo.